# Вацлав Вальдемар Міхальський
Вацлав Вальдемар Міхальський (пол. Wacław Waldemar Michalski), нар. 27 вересня 1938, Володимир-Волинський) — польський поет, бібліотекар, редактор, куратор та критик.

## Біографія
Вальдемар Міхальський вивчав польську філологію в Католицькому університеті імені Івана Павла II в Любліні, який закінчив у 1963 році зі ступенем магістра. У той же час він став членом літературної групи «Prom», а згодом, разом з Вацлавом Ошайцею, також групи «Signum». Його прозовий дебют відбувся в «Tygodnik Społeczno-Kulturalny Katolików» з репортажем про поляків у Львові («Polacy ziemi lwowskiej»), а як поета — у 1960 році в альманасі «Biuletyn Młodego Twórcy» з віршем «Poezja Starego Miasta».
З 1962 по 1985 рік був куратором університетської бібліотеки Католицького університету в Любліні, з 1977 року — викладачем польської мови та культури. З 1978 року — член, а з 1986 року — член правління Спілки польських письменників. З 1985 року — секретар літературного журналу «Akcent». Його тексти та рецензії публікувалися в численних журналах. У 1995 році разом з Богуславом Врублевським і Богданом Задурою був ініціатором створення Східної культурної фундації «Akcent» і є її секретарем.
Вальдемар Міхальський також публікувався під псевдонімами WM, Wacław Volynsky Wam, Wami

## Поезія
- Pejzaż rdzawy, Lublin 1973
- Ogród, Lublin 1977
- Głosy na wersety, Lublin 1979
- Pod znakiem wagi, Lublin 1987
- Będziesz jak piołun. Wybór wierszy, Lublin 1991
- Lekcja wspólnego język, wiersze, Lublin 1999
- Tryptyk z gwiazdą. Wiersze i przekłady. Lublin 2006[4]
- Bariera timpului nu exista. Culegere de poezii, Translation into Romanian by Alexandru G. Serban, Jasi 2012
- Z podróży na Wschód, Toronto 2013

## Вибрані нагороди та відзнаки
- Prizes at "Łódzka Wiosna Poetów" (1969, 1971, 1976, 1977)
- Czechowicz Literature Prize, 1968 und 1974
- Literature Prize "Głos Nauczycielski", 1989
- Main Prize at J.-Łobodowski-Literature competition, 1999
- Zasłużony Działacz Kultury, 1977
- Witold Hulewicz Prize, 2006
- Culture Prize of the Province Lublin, 2007
- Special Prize of the Minister of Culture: „W uznaniu zasług dla Kultury Polskiej”, 2008
- Srebrna Odznaka Zasłużonemu dla Lublina, 1988
- Medal Wschodniej Fundacji Kultury Akcent, 1998
- Cross of Merit/Złoty Krzyż Zasługi, 1990 and 2005
- Medal for Merit to Culture – Gloria Artis/Medal Zasłużony Kulturze Gloria Artis, 2009
- Złoty Wawrzyn Literacki, 2012
- Culture Prize of the City Lublin, 2012